# Vårthavssugga
Vårthavssugga (Scorpaena notata) är en fiskart som beskrevs av Rafinesque, 1810. Vårthavssugga ingår i släktet Scorpaena och familjen Scorpaenidae. Inga underarter finns listade i Catalogue of Life.
Denna fisk förekommer i Svarta havet, Medelhavet, östra Atlanten samt kring Azorerna, Kanarieöarna och Kap Verde. I Atlanten sträcker sig utbredningsområdet från södra Frankrike till Senegal. Vårthavssugga vistas nära kusten och dyker till ett djup av 700 meter. Individerna lever främst i regioner med klippig botten. De äter små fiskar och kräftdjur.
Vårthavssugga fiskar ibland men hela populationen antas vara stor. IUCN listar arten som livskraftig (LC).

## Bildgalleri

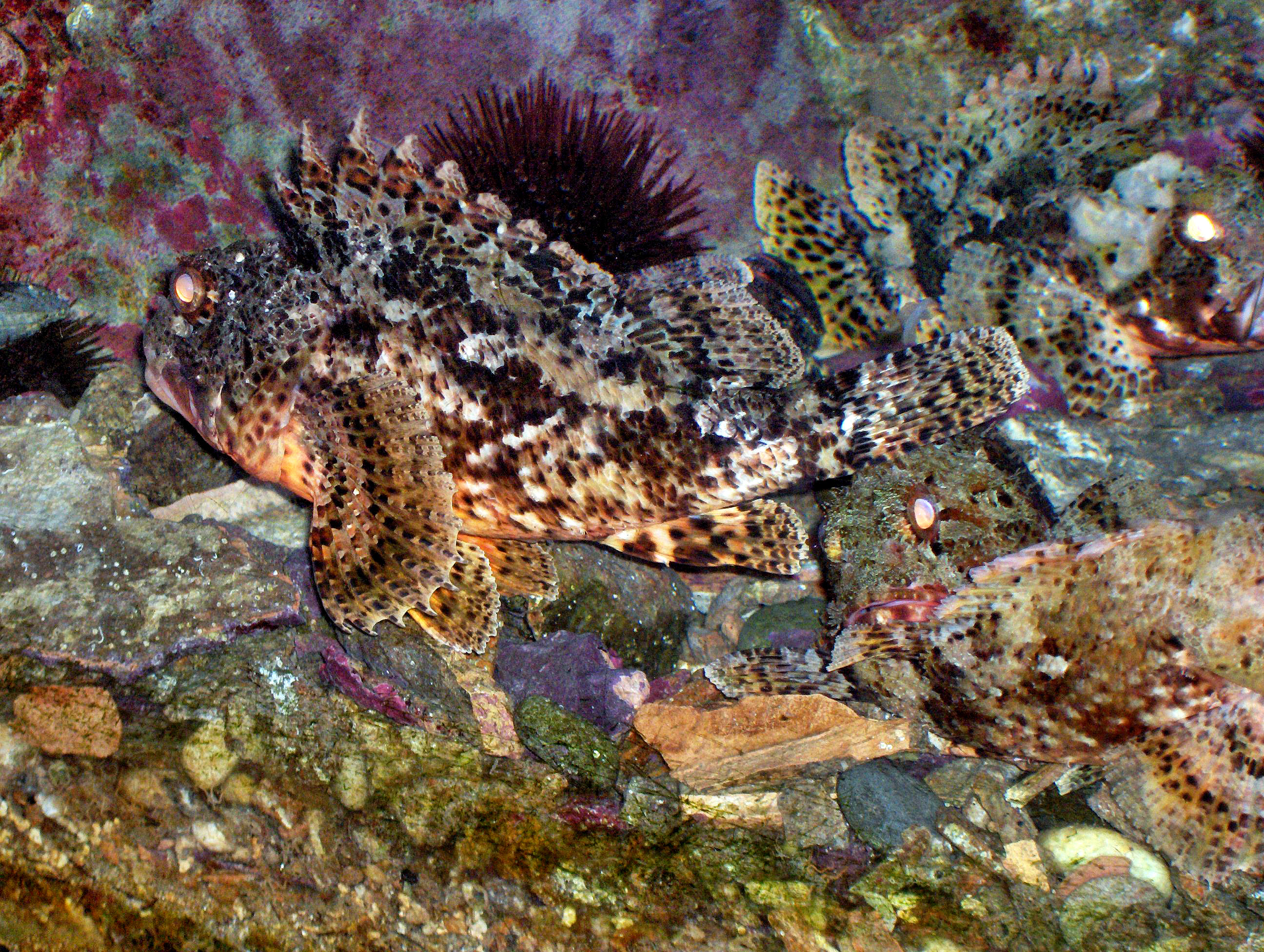
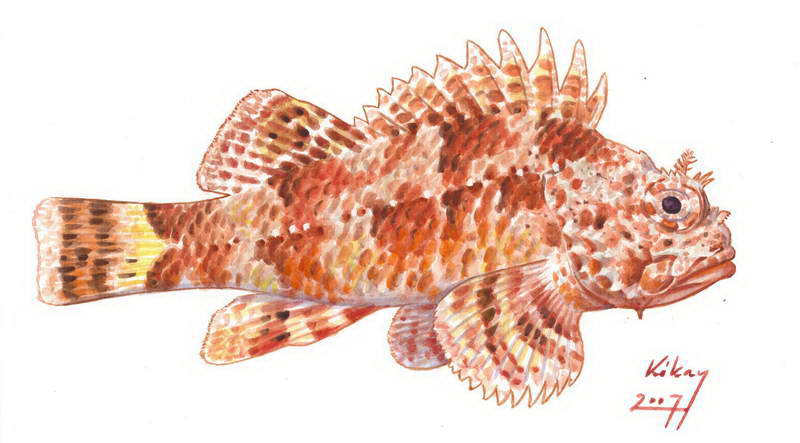
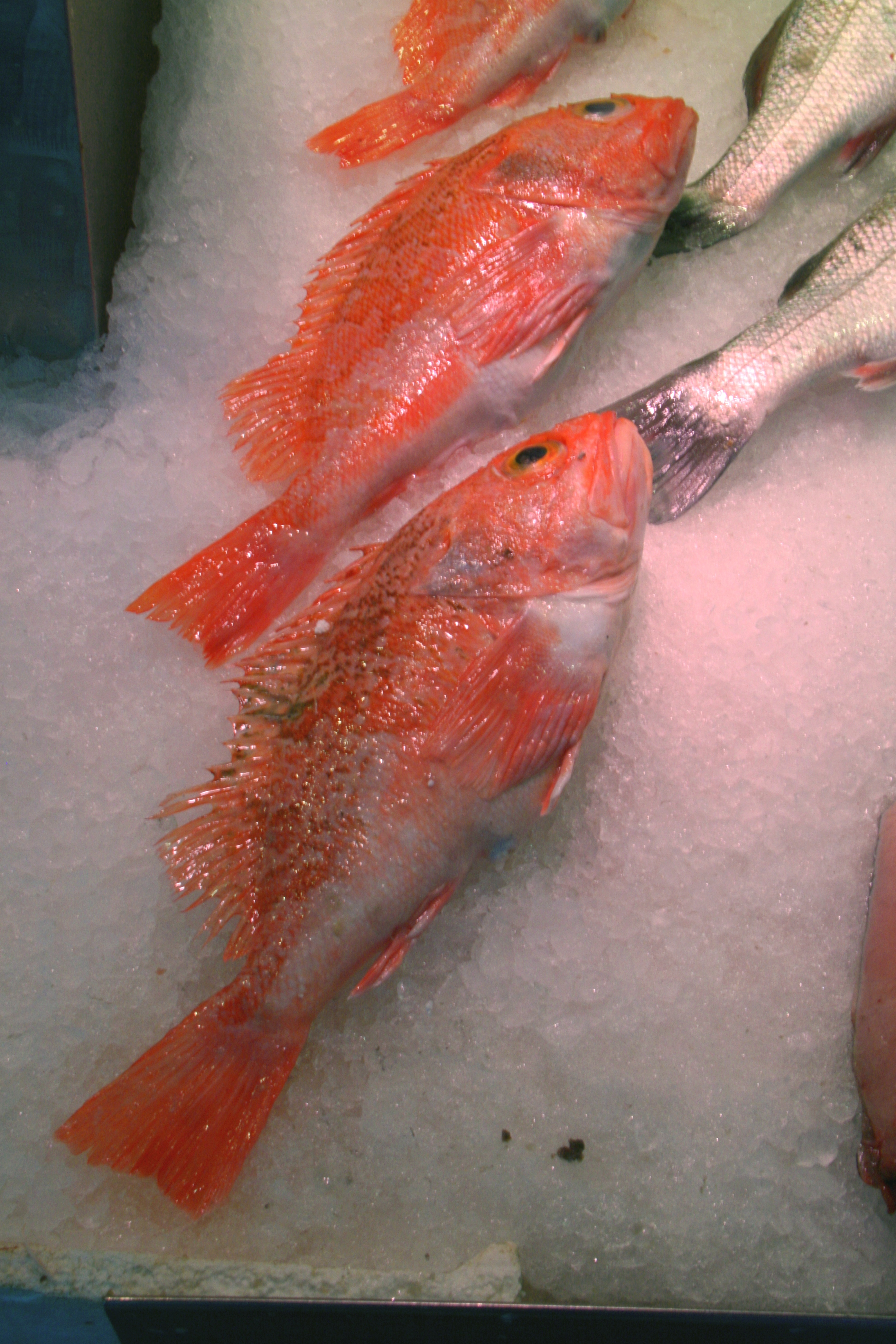
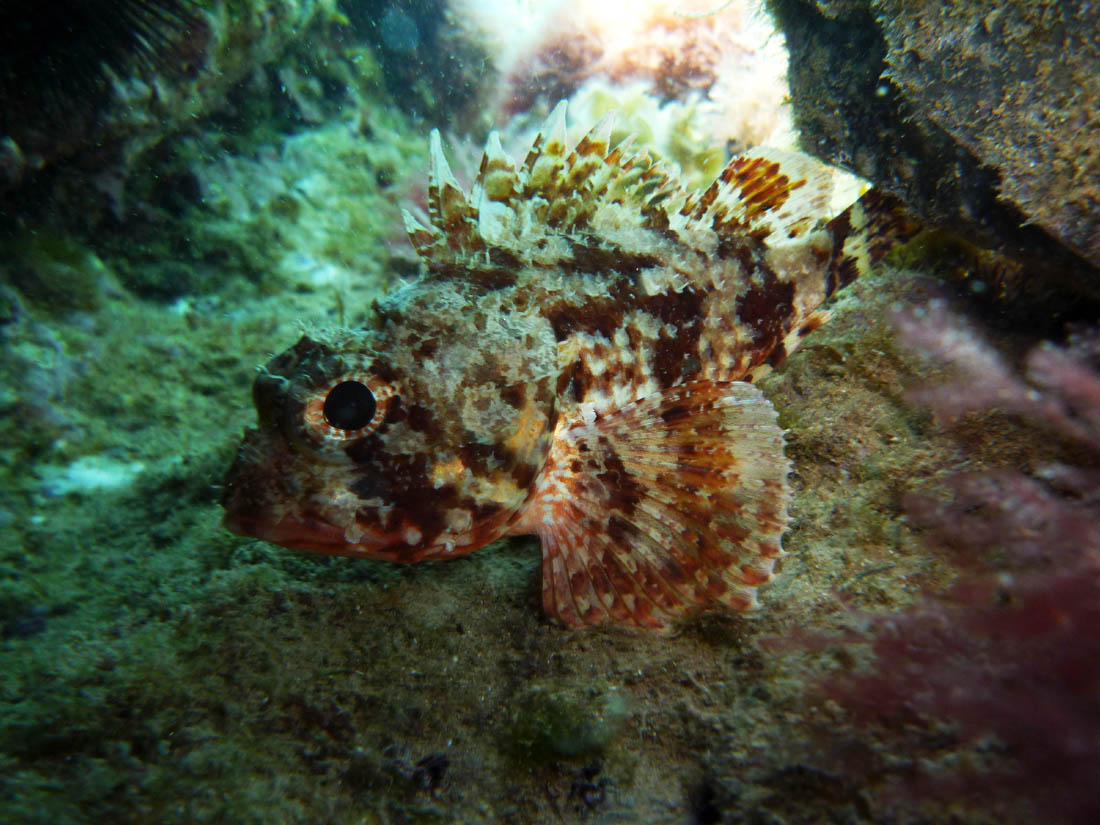
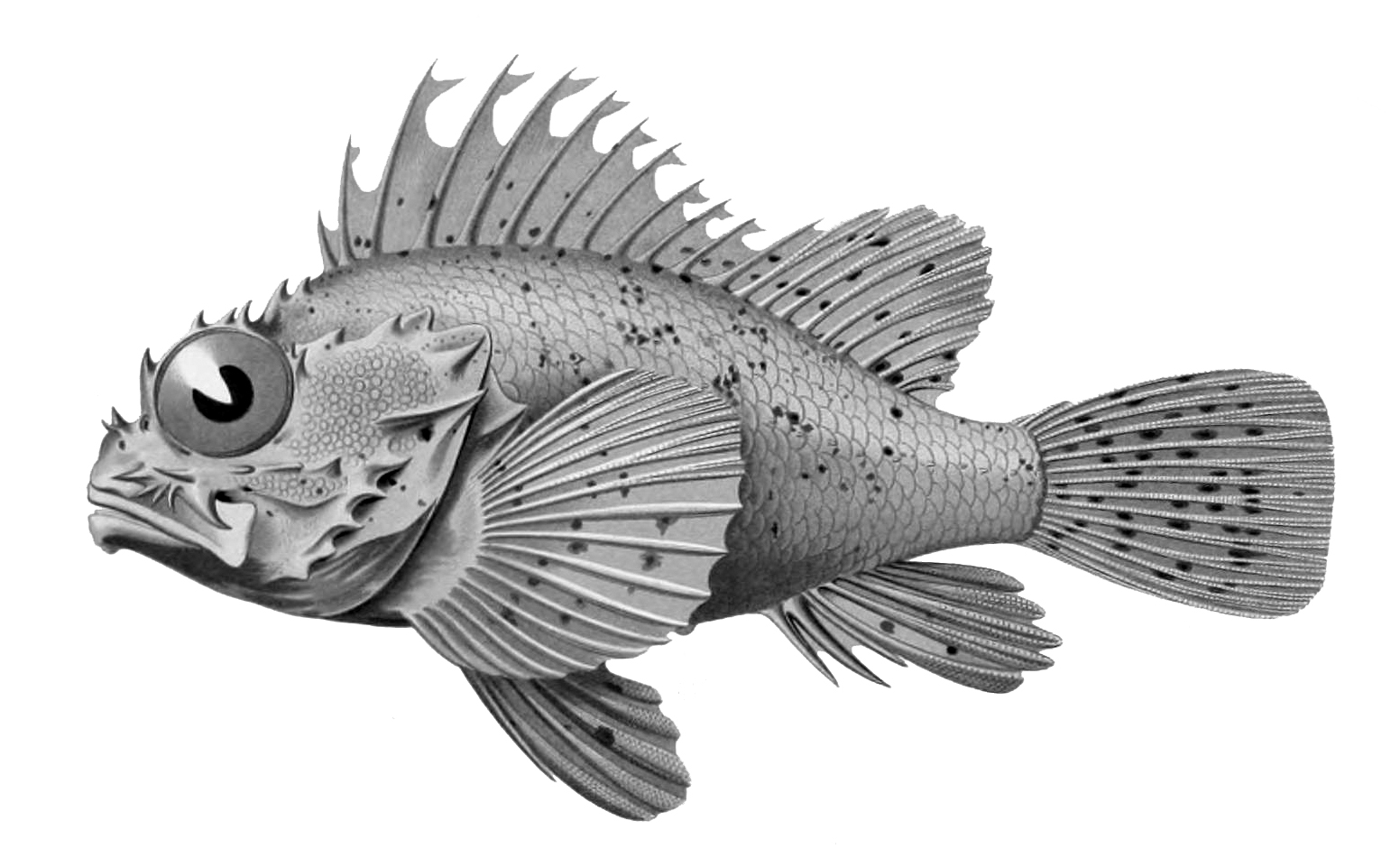
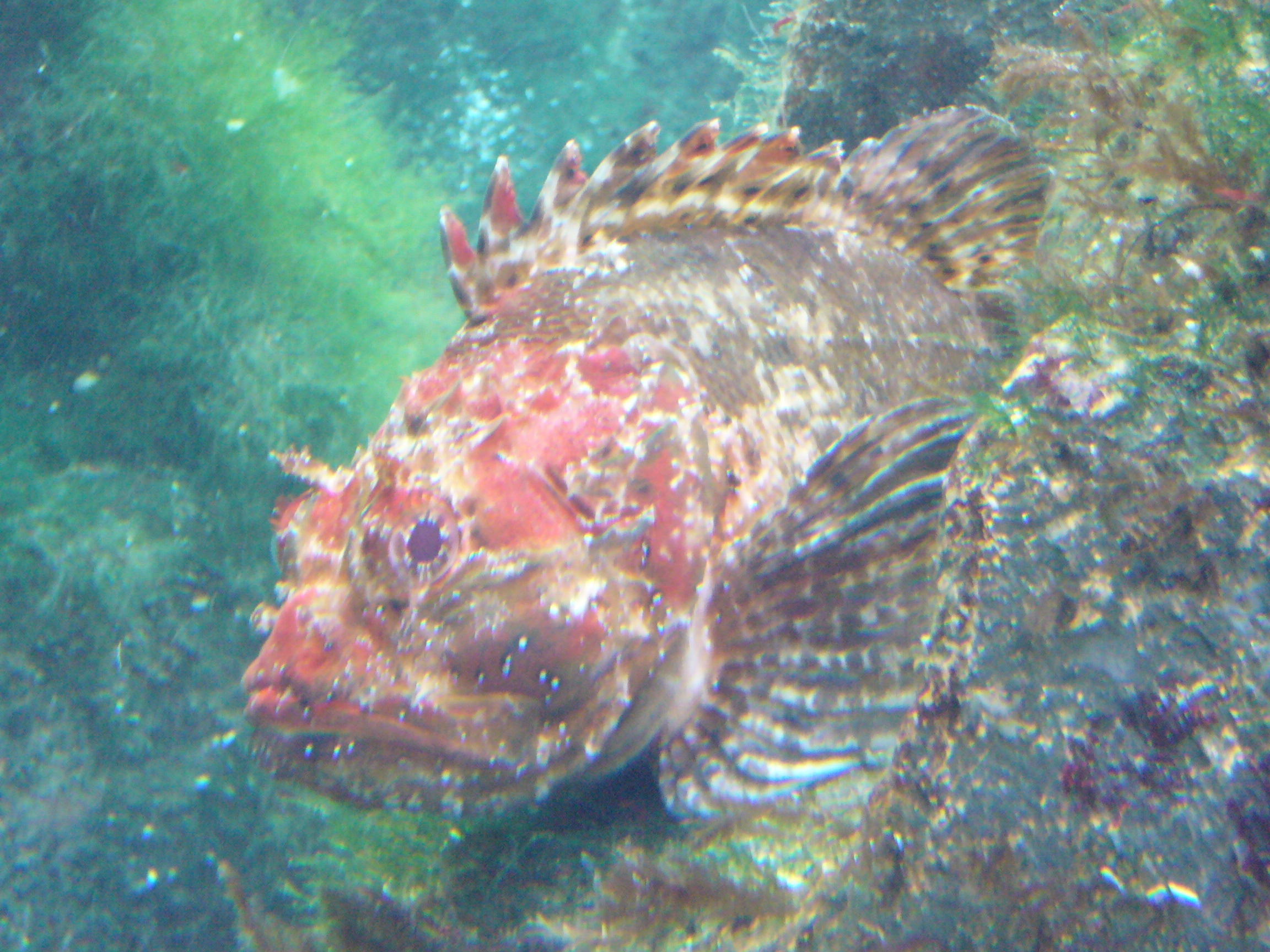